# بولين غارسيا بيري ماك
بولين غارسيا بيري ماك (بالإنجليزية: Pauline Gracia Beery Mack)‏ هي كيميائية أمريكية، ولدت في 19 ديسمبر 1891 في نوربورن في الولايات المتحدة، وتوفيت في 22 أكتوبر 1974 في دينتون في الولايات المتحدة.

## النشأة والتعليم
ولدت بولين في نوربورن، ميسوري. حصلت على درجة جامعية في الكيمياء في جامعة ولاية ميسوري 1913. أثناء الحرب العالمية الأولى درَّست بيري العلوم في مدرسة ثانوية في ميسوري، قبل العودة إلى أعمال التخرج. حصلت على درجة الماجيستير في الكيمياء في عام 1919 من جامعة كولومبيا. وفي عام 1932، أنهت بيري أعمال الدكتوراه في جامعة ولاية بنسلفانيا بعمر 40 عامًا..

## الحياة المهنية
درست بولين الكيمياء في برنامج الاقتصاد المنزلي في جامعة ولاية بنسلفانيا بداية من 1919. كانت مديرة دراسات بنسلفانيا في مشروع التغذية البشرية، ومعهد إيلين هـ. ريتشاردز. في 1950، نالت ميدالية فرانسيس ب. غارفان من الجمعية الكيميائية الأمريكية اعترافًا بعملها في الكالسيوم والتغذية وقياس كثافة العظام.
كان عمل بولين الأساسي في التغذية وعلم وظائف الأعضاء، ولكنها كانت مهتمة أيضًا بالمنظفات والأقمشة والصبغات. كانت مستشارة فنية لرابطة ملاك مغسلة بنسلفانيا، وساعدت في تطوير معايير رابطة بنسلفانيا للمنظفين والصباغين.
كانت دكتورة ماك غزيرة النشر أثناء سنوات العمل في ولاية بينسيلفانيا، وكان لها عناوين مثل الكيمياء المطبقة في المنزل والاقتصاد (1926)، المواد: علم المواد أثناء تطبيقها لخدمة الإنسان (نيويورك: أبيلتون، 1930)، دباغة المصنوعات الردائية للنساء والأطفال (رابطة الاقتصاد المنزلي الأمريكية، 1942)، تصنع السعرات الحرارية فرقًا: تقرير عن ثلاثة مجموعات من الأطفال (مؤسسة أبحاث السكر، 1949). كما أنها أنتجت وحررت «ورقة الكيمياء» وهي مجلة تنشرها جمعية العلوم والعامة.
في السنوات اللاحقة، أصبحت بولين عميدة كلية الرعاية المنزلية الفنية والعلمية في كلية ولاية تكساس للنساء، وأقامت برنامجًا بحثيًّا رفيع المستوى وله تمويل جيد أثناء فترة عملها في الإدارة (1952-1962). في عمر السبعين، تقاعدت من الإدارة لتصبح مديرة بحثية وتعمل على منح من ناسا لفهم الطرائق التي يؤثر بها انعدام الوزن على كثافة العظام. أنتج عملها حمية تُستخدم لتخفيف تلك التأثيرات. كانت السيدة الأولى التي تحصل على جائزة سيلفر سنوبي للتفوق المهني.

## الحياة الشخصية
تزوجت بولين بيري من عالم النبات والمصمم وارين بريان ماك في ديسمبر 1923. كان للزوجين طفلان وهما أوسكار وآنا. ترملت بولين في عام 1952. تقاعدت بولين بيري ماك من البحث العلمي بسبب تدهور صحتها في عام 1973، وماتت في السنة التالية في دينتون، تكساس.

## الإرث
تُحفظ أوراق بولين غراسيا بيري ماك العلمية في محفوظات مجمعات النساء، في جامعة النساء في تكساس، في دينتون بتكساس، وفي مكتبات جامعة ولاية بنسلفانيا. يوجد قبرها في مركز الحديقة التذكارية في كلية الولاية، في بنسلفانيا.